# Onze soort kennis
Onze soort kennis (Engels: Ouw Kind of Knowledge) is een sciencefictionverhaal van Brian Aldiss uit 1955. 

## Het verhaal
De mensheid is al eeuwenlang verwikkeld in een oorlog tegen de Boux. Daarin is die mensheid nog in balans met de strijdende Boux, maar heeft ze de Aarde in handen van de Boux moeten geven. Het slagschip Wega van de mensen speurt nog elke seconde naar Boux om ze te kunnen weerhouden verdere veroveringen te verrichten. Zij ontdekken dan ook dat er van de Aarde een ruimteschip opstijgt, dat voldoet aan de omschrijvingen van de eerste ruimteslagschepen die de Aarde ontworpen hadden. Er werden vier schepen gebouwd in de Windsorklasse, waarvan er drie verloren zijn gegaan. Die vierde was in de verre geschiedenis zoek geraakt, maar komt nu toch weer in actie. Er blijkt echter iets niet met de besturing in orde te zijn. Het ruimteschip beweegt zich intuïtief voort in plaats van mechanisch. Als het kleine ruimteschip in de veel grotere Wega wordt gesleept, wordt ook de bemanning gevangengenomen. De manier van voortbewegen van het schip blijkt afkomstig te zijn van die wezens. Terwijl de mensheid nog alles mechanisch doet (met een knop iets in gang zetten), actieveren of deactiveren deze wezens alles met gedachten. Het blijkt daarbij ook dat zij hun gevangenneming niet als zodanig ervaren. Zij zien het als een kleine hindernis. De kapitein van de Wega probeert hun nog duidelijk te maken, dat dat in de strijd met de Boux niet mogelijk is. De wezens kijken hem vreemd aan. De Boux hebben de Aarde al lang verlaten, want zij was niet interessant meer. Door mengeling van beide rassen, is er een tussenras ontstaan dat in vrede leeft en alles op intuïtie en met gedachtenstroom doet. De wezens troffen het vreemde object (schip uit Windsorklasse) op een lentedag aan en dachten, we trekken er eens op uit...